# The Matrix Revolutions
The Matrix Revolutions (conocida como Matrix revoluciones en Hispanoamérica) o simplemente Matrix III, es una película de acción y ciencia ficción escrita y dirigida por las hermanas Wachowski y protagonizada por Keanu Reeves, Laurence Fishburne, Carrie-Anne Moss y Hugo Weaving. Estrenada el 5 de noviembre de 2003, es la tercera película de la franquicia The Matrix, y presenta una combinación de filosofía y acción al igual que sus predecesoras, en una búsqueda por concluir con los interrogantes de The Matrix Reloaded. La cinta pertenece al subgénero de la ciencia ficción cyberpunk.

## Argumento
Siguiendo los hechos de The Matrix: Reloaded, se muestra a la flota de Sion destruida casi por completo (sólo quedan dos naves, la Hammer y la Logos), Neo (Keanu Reeves) en un estado de coma y el agente Smith (Hugo Weaving) adueñado del cuerpo de Bane (Ian Bliss) aparentemente también. La tripulación de Nabucodonosor rescata a Neo del letargo en el que se encuentra, similar a una conexión a Matrix, pero sin cables. La tripulación del Hammer, al mando de Roland, se muestra a la espera de la nave Logos, y extrañados tanto de la supervivencia de Bane como de las acciones de Neo, que no habían llevado al final de la guerra como se esperaba. Link al rato contesta una llamada de Seraph (Collin Chou) quien enviado por el Oráculo solicita ver a Trinity (Carrie-Anne Moss) y Morfeo (Laurence Fishburne).
Neo, por su parte, se encuentra en una estación de tren que es un puente entre el mundo real y Matrix, ahí conoce a una familia de programas exiliados; Rama-Kandra, padre y esposo a quien Neo había visto en el restaurante del Merovingio (Lambert Wilson), su esposa Kamala y la hija de ambos Sati, una pequeña niña que al igual que su padre reconocen a Neo. Neo se sorprende del puente en el cual se sacan y se introducen programas a Matrix y ver cómo los programas pueden sentir emociones, a lo que Rama-Kandra responde que el amor y el karma son palabras a las que se les da un valor, a su vez Neo se da cuenta de que realmente está en poder del Ferroviario (el Vagonero en Hispanoamérica), un programa cruel al servicio de Merovingio. Trinity y Morfeo acuden a ver al Oráculo quien cambió de cuerpo y les dice del paradero de Neo y las decisiones a tomar para evitar la destrucción de Sion. Guiados por Seraph, Trinity y Morfeo tratan de hablar con el Ferroviario quien sin darles oportunidad de hablar les ataca y huye hasta llevar a Rama-Kandra y su familia; debido a que recuperaría su trabajo junto con Kamala y Sati viviría con el Oráculo,  el Ferroviario al reconocer a Neo lo golpea y lo abandona. Por otro lado Seraph, Trinity y Morfeo acuden a un bar propiedad de Merovingio, quien había ofrecido recompensa por Neo, Trinity y Morfeo, donde tratan de negociar con él, Merovingio pide a cambio los ojos del Oráculo, pero tras una rápida maniobra en la que los presentes quedan en tablas mexicanas (3 personas amenazándose entre sí), Merovingio acepta liberar a Neo. Gracias a la ayuda de Trinity y Morfeo, es rescatado y acude a ver al Oráculo y tras descubrir que sus poderes como el Elegido no se limitan a Matrix, sino que puede destruir a las máquinas en el mundo real, Neo le habla al Oráculo de su reunión con el Arquitecto a lo que ella responde que el Arquitecto sólo ve las decisiones como variables de ecuaciones y su deber es balancearlas mientras que la función del Oráculo era desbalancearlas. Todo ello apuntando al némesis de Neo, Smith , quien ha saturado Matrix al reproducirse una y otra vez, que es su contrario como consecuencia de la ecuación que se balancea y le revela la razón de sus premoniciones en sueños y le insta a salvar a Sion ya que la guerra terminará de una manera u otra.
Al volver al mundo real Neo trata de reflexionar a solas, en ese momento llega la Logos al mando de Niobe (Jada Pinkett Smith), quien tras estar al corriente de la situación se reúne con la tripulación del Hammer. En ese momento también despierta Bane quien niega recordar lo que había pasado. Neo junto con Trinity pide llevarse una nave para encaminarse a La Ciudad de las Máquinas para intentar solucionar dos acuciantes problemas; su premonición de ir a la Ciudad de las Máquinas y enfrentar a Smith quien se reproduce en Sati, luego en Seraph y después en el Oráculo (quien no opone resistencia), dándole también poderes de premonición. Neo pide una nave para poder ir a la Ciudad de las Máquinas, aunque Roland se niega debido a no arriesgar más hombres ni material militar y también porque en más de 100 años ninguna nave había logrado llegar a la ciudad, Niobe accede a dársela; Morfeo le recuerda parte de la profecía Dos naves; dos capitanes, que aunque Niobe no cree en la profecía aún cree en Neo. Mientras tanto Maggie, miembro de la tripulación del Hammer trata de inyectarle una droga a Bane para ayudarle a recordar pero Bane al estar a solas con ella le confiesa haber provocado la destrucción de las naves y en una rápida maniobra asesina a Maggie. Mientras en Sion se prepara una enorme defensa por parte del comandante Lock y del capitán Mifune, quien encabeza un gran batallón de robots maniobrados para disparar contra los centinelas, Mifune además acepta a regañadientes a Kid, un joven muchacho liberado por Neo. La batalla en Sion se dificulta por los enormes taladros usados por las máquinas y los centinelas se encuentran arrasando por completo Sion y pocas esperanzas quedan para la humanidad de sobrevivir. Mifune da una efectiva defensa la cual poco a poco va cayendo y posteriormente muere el capitán Mifune. 
Neo y Morfeo se despiden en el Hammer y más tarde él y Trinity parten en el Logos hasta la ciudad de las máquinas. Bane (humano controlado por el agente Smith) se infiltra en la nave e intenta matarlos, pero fracasa, y aunque en la pelea Neo pierde sus ojos, igualmente logra asesinarlo debido a que todavía puede ver el código de Matrix. Morfeo y Niobe (Jada Pinkett Smith) llegarán a Sion, gracias a Kid quien usando el robot del fallecido capitán Mifune (interpretado por el actor Nathaniel Lees) abre las puertas, a tiempo de disparar un pulso electromagnético, pero esto sólo retrasará la derrota final por breve espacio de tiempo, algo seriamente recriminado por Lock (Harry Lennix), ya que el pulso electromagnético acabó con las últimas defensas de Sion. En reunión del Consejo, Morfeo aún pide tener esperanza en Neo de acabar con la guerra. 
Trinity pilota la nave hasta la ciudad de las máquinas, siguiendo los consejos de Neo, y llegan a la ciudad, las máquinas comienzan a disparar sus defensas, todas repelidas por Neo, el Logos poco a poco va dificultando su llegada debido a la resistencia de los centinelas, Neo le pide a Trinity ascender rápidamente hasta el cielo, con lo cual logra deshacerse de los centinelas que los persiguen, y después de muchos años observan el sol y las nubes ocultados por las oscuras nubes del mundo real, pero en el momento en que trataban de mantener en vuelo la nave tienen un aterrizaje brusco, tras el cual Trinity muere, pero le pide como última voluntad a Neo seguir adelante. Neo, muy  malherido, llega hasta el centro de la ciudad de las máquinas donde se encuentra con Deus ex machina, aparentemente la máquina que gobierna a todas y el Elegido hace un trato con ésta: La salvación de la humanidad a cambio de la destrucción del Agente Smith, quien se ha convertido en un virus informático fuera de control. Neo deberá dirimir de una vez por todas el conflicto con su némesis —Smith, que equilibra la ecuación— en una épica batalla final entre humanos y máquinas. Mientras en Sion se prepara la última defensa; usando como cuello de botella la entrada al templo, pero en ese momento las máquinas reciben la orden de Deus Ex Machina de detener su ataque hasta nuevo aviso, Morfeo y luego Niobe se acercan, sabiendo que Neo estaba luchando por la humanidad, mientras tanto Deus Ex Machina le concede una conexión a la Matrix y Neo dice no fracasará en su misión.
Una vez dentro de la Matrix ya no existe nadie más que no sea una copia de Smith, además que este ha convertido a Matrix en un ambiente oscuro y lluvioso. Neo y Smith se enfrascan en una gran batalla en la que ambos contendientes están en igualdad de condiciones y donde también Smith puede volar como Neo. Smith logra derribar a Neo desde una gran altura y donde aún lo interroga del porqué de su lucha por la humanidad, a lo que Neo responde que fue su decisión. Neo sigue combatiendo contra Smith pero los dos aún se mantienen en pie y ninguno decide darse por vencido. Al final Neo recuerda las palabras del Oráculo: "Todo lo que tiene un principio tiene un fin", pronunciadas también por el Oráculo dentro de Smith y recuerda también que el principio, la razón de existir de Smith, es equilibrar la ecuación (Neo lo sabe por el Oráculo y por el propio Smith: "Propósito lo que nos une..."). Neo se da cuenta de que si él mismo deja de existir en Matrix, Smith también lo hará, por lo que se deja copiar por Smith dando por finalizado el objetivo de ambos además de que Neo está conectado a la Fuente y permitiendo a Deus ex machina reiniciar Matrix usando el código del Elegido de Neo. Por consiguiente Neo destruye desde su subconsciente a Smith y él mismo Smith es destruido y todas sus copias son liberadas produciendo un gran destello y Neo aparentemente muere.
Deus ex machina da por cumplido el trato. Se termina la guerra y las máquinas abandonan Sion y la ciudad entera celebra con júbilo. Las máquinas se llevan el cuerpo de Neo. Una vez restaurada Matrix, Sati vuelve con el Oráculo. En lo sucesivo, las máquinas no impedirán que los humanos liberen a los que quieran salir de Matrix. Así se lo asegura el Arquitecto a la Oráculo, ella le pregunta si cumplirá con su palabra a lo que el Arquitecto responde "¿Quien crees que soy?, ¿humano?". Sati muestra a Seraph y a Oráculo un amanecer boreal colorido, dedicado a Neo, Seraph pregunta a Oráculo "¿Siempre lo supiste?" y ella responde "No, pero siempre creí en él".

## Reparto
- Keanu Reeves como Thomas Anderson / Neo.
- Carrie-Anne Moss como Trinity.
- Laurence Fishburne como Morfeo.
- Hugo Weaving como Agente Smith.
- Mary Alice como Oráculo.
- Helmut Bakaitis como Arquitecto.
- Lambert Wilson como Merovingio.
- Monica Bellucci como Perséfone.
- Tanveer K. Atwal como Sati.
- Collin Chou como Seraph.
- Harry Lennix como Comandante Lock.
- Harold Perrineau como Link.
- Jada Pinkett Smith como Niobe.
- Ian Bliss como Bane.
- Gina Torres como Cas.
- Cornel West como Canciller West.
- Bernard White como Rama-Kandra.
- Anthony Wong como Ghost.
- Anthony Zerbe como Hamann.
- Nathaniel Lees como Capitán Mifune.
- Rupert Reid como el teniente del comandante Lock.

## Producción
Tanto Matrix Reloaded (2003) como esta película fueron rodadas bajo el mismo programa de producción y por ello fueron también estrenadas con muy poco tiempo de diferencia.

## Fechas de estreno mundial
| País                                                                                              | Fecha de estreno                  |
| ------------------------------------------------------------------------------------------------- | --------------------------------- |
| Alemania · Argentina · Australia                                                                  | Jueves 6 de noviembre de 2003     |
| Austria · Bélgica · Belice · Costa Rica · El Salvador · Guatemala · Honduras · Nicaragua · Panamá | Miércoles 5 de noviembre de 2003  |
| Bolivia                                                                                           | Jueves 6 de noviembre de 2003     |
| Brasil                                                                                            | Miércoles 5 de noviembre de 2003  |
| Bulgaria                                                                                          | Viernes 7 de noviembre de 2003    |
| Chile                                                                                             | Jueves 6 de noviembre de 2003     |
| Colombia · Corea del Sur · China                                                                  | Miércoles 5 de noviembre de 2003  |
| Croacia                                                                                           | Jueves 6 de noviembre de 2003     |
| Dinamarca                                                                                         | Miércoles 5 de noviembre de 2003  |
| Ecuador                                                                                           | Viernes 7 de noviembre de 2003    |
| Egipto                                                                                            | Miércoles 21 de abril de 2004     |
| EAU                                                                                               | Miércoles 26 de noviembre de 2003 |
| Eslovenia                                                                                         | Miércoles 5 de noviembre de 2003  |
| España                                                                                            | Viernes 7 de noviembre de 2003    |
| Estados Unidos · Canadá                                                                           | Miércoles 5 de noviembre de 2003  |
| Estonia                                                                                           | Viernes 7 de noviembre de 2003    |
| Filipinas · Finlandia · Francia                                                                   | Miércoles 5 de noviembre de 2003  |

| País                                   | Fecha de estreno                 |
| -------------------------------------- | -------------------------------- |
| Grecia · Hong Kong · Hungría           | Miércoles 5 de noviembre de 2003 |
| India                                  | Viernes 7 de noviembre de 2003   |
| Indonesia · Islandia · Israel · Italia | Miércoles 5 de noviembre de 2003 |
| Japón                                  | Sábado 8 de noviembre de 2003    |
| Jordania                               | Miércoles 5 de noviembre de 2003 |
| Letonia                                | Miércoles 5 de noviembre de 2003 |
| Líbano                                 | Jueves 6 de noviembre de 2003    |
| Lituania                               | Miércoles 5 de noviembre de 2003 |
| Malasia                                | Miércoles 5 de noviembre de 2003 |
| México                                 | Miércoles 5 de noviembre de 2003 |
| Noruega                                | Viernes 7 de noviembre de 2003   |
| Nueva Zelanda                          | Jueves 6 de noviembre de 2003    |
| Países Bajos                           | Jueves 6 de noviembre de 2003    |
| Perú                                   | Miércoles 5 de noviembre de 2003 |
| Polonia                                | Viernes 7 de noviembre de 2003   |
| Portugal                               | Miércoles 5 de noviembre de 2003 |
| Puerto Rico                            | Miércoles 5 de noviembre de 2003 |
| Reino Unido Irlanda                    | Miércoles 5 de noviembre de 2003 |
| República Checa · Eslovaquia           | Miércoles 5 de noviembre de 2003 |
| República Dominicana                   | Miércoles 5 de noviembre de 2003 |
| Rumania                                | Viernes 7 de noviembre de 2003   |
| Rusia                                  | Miércoles 5 de noviembre de 2003 |
| Serbia y Montenegro                    | Jueves 6 de noviembre de 2003    |
| Singapur                               | Miércoles 5 de noviembre de 2003 |
| Sudáfrica                              | Viernes 7 de noviembre de 2003   |
| Suecia                                 | Miércoles 5 de noviembre de 2003 |
| Suiza                                  | Miércoles 5 de noviembre de 2003 |
| Tailandia                              | Miércoles 5 de noviembre de 2003 |
| Taiwán                                 | Sábado 8 de noviembre de 2003    |
| Turquía                                | Viernes 7 de noviembre de 2003   |
| Ucrania                                | Miércoles 5 de noviembre de 2003 |
| Uruguay                                | Viernes 7 de noviembre de 2003   |
| Venezuela                              | Miércoles 5 de noviembre de 2003 |